# El amor solfeando
El amor solfeando, també coneguda com El profesor de mi mujer, El profesor de mi señora o My Wife's Teacher és una pel·lícula de comèdia del 1930 dirigida per Robert Florey i protagonitzada per Imperio Argentina. Es va fer com la versió en castellà de la pel·lícula alemanya Rendezvous. Aquestes versions en diversos idiomes eren habituals durant els primers anys del cinema sonor. Una versió francesa independent que també es va publicar com a L'amour chante. Els decorats de la pel·lícula van ser dissenyats per Julius von Borsody.

## Sinopsi
Per tal de justificar les seves escapades amb el seu amant Fernando, Sara convenç al seu marit Enrique que va a prendre classes de. cant. Tanmateix, en aquest engany enreda al porter de la finca, a una aspirant a vedette i a la filla del veritable professor de música, de la que s'enamorarà el fals professor de música.

## Repartiment
- Imperio Argentina
- Florelle
- Julia Lajos - Sara
- Valentín Parera - Fernando
- Luis Torrecilla